# Wijken en buurten in Rijssen-Holten
De Nederlandse gemeente Rijssen-Holten is voor statistische doeleinden onderverdeeld in wijken en buurten. De gemeente is verdeeld in de volgende statistische wijken:
- Wijk 00 Stad Rijssen (CBS-wijkcode:174200)
- Wijk 01 Stadsrand (CBS-wijkcode:174201)
- Wijk 02 Buitengebied Rijssen (CBS-wijkcode:174202)
- Wijk 03 Holten (CBS-wijkcode:174203)
- Wijk 05 Buitengebied Holten (CBS-wijkcode:174205)
- Wijk 06 Espelo (CBS-wijkcode:174206)

Een statistische wijk kan bestaan uit meerdere buurten. Onderstaande tabel geeft de buurtindeling met kentallen volgens het Centraal Bureau voor de Statistiek (2008):
| CBS-buurtcode | Buurtnaam                               | Inwonertal | Opp. totaal (ha) | Opp. land (ha) | Ligging                |
| ------------- | --------------------------------------- | ---------- | ---------------- | -------------- | ---------------------- |
| BU17420000    | Kern-Rijssen                            | 720        | 18               | 18             | Locatie in de gemeente |
| BU17420001    | Kern rand Noord                         | 1400       | 41               | 40             | Locatie in de gemeente |
| BU17420002    | Kern rand-Oost                          | 1890       | 44               | 44             | Locatie in de gemeente |
| BU17420003    | Kern rand Zuid                          | 3100       | 53               | 53             | Locatie in de gemeente |
| BU17420100    | Lenfert en omgeving                     | 2940       | 122              | 121            | Locatie in de gemeente |
| BU17420101    | De Delle                                | 4080       | 78               | 78             | Locatie in de gemeente |
| BU17420102    | Braakmanslanden                         | 6050       | 115              | 115            | Locatie in de gemeente |
| BU17420103    | Industriegebied De Mors                 | 270        | 119              | 118            | Locatie in de gemeente |
| BU17420104    | Dannenberg                              | 360        | 12               | 12             | Locatie in de gemeente |
| BU17420105    | Veenenslagen                            | 5850       | 141              | 138            | Locatie in de gemeente |
| BU17420207    | Verspreide huizen Ligtenberg            | 460        | 745              | 742            | Locatie in de gemeente |
| BU17420208    | Verspreide huizen Zuidrand en omgeving  | 340        | 918              | 918            | Locatie in de gemeente |
| BU17420209    | Verspreide huizen Nieuwland en omgeving | 460        | 439              | 438            | Locatie in de gemeente |
| BU17420300    | Holten-Kom en De Kol                    | 2340       | 68               | 68             | Locatie in de gemeente |
| BU17420301    | Holten-De Haar                          | 1860       | 76               | 73             | Locatie in de gemeente |
| BU17420302    | Holten ten noorden van de spoorlijn     | 370        | 51               | 51             | Locatie in de gemeente |
| BU17420303    | De Holterberg                           | 210        | 114              | 114            | Locatie in de gemeente |
| BU17420304    | Villaterrein Look                       | 160        | 34               | 34             | Locatie in de gemeente |
| BU17420305    | De Beuseberg                            | 740        | 15               | 15             | Locatie in de gemeente |
| BU17420306    | Industrieterrein De Haar                | 30         | 21               | 21             | Locatie in de gemeente |
| BU17420307    | Industrieterrein De Kol                 | 20         | 12               | 12             | Locatie in de gemeente |
| BU17420308    | Lukensveld                              | 510        | 11               | 11             | Locatie in de gemeente |
| BU17420500    | Buurtschap Neerdorp                     | 320        | 599              | 599            | Locatie in de gemeente |
| BU17420501    | Buurtschap Holterbroek                  | 210        | 798              | 792            | Locatie in de gemeente |
| BU17420502    | Buurtschap Beuseberg                    | 470        | 990              | 987            | Locatie in de gemeente |
| BU17420503    | Zomerhuisjesterrein De Borkeld          | 160        | 106              | 106            | Locatie in de gemeente |
| BU17420504    | Buurtschap Borkeld                      | 150        | 222              | 222            | Locatie in de gemeente |
| BU17420505    | Buurtschap Look                         | 280        | 475              | 475            | Locatie in de gemeente |
| BU17420506    | Buurtschap Holterberg                   | 20         | 1100             | 1100           | Locatie in de gemeente |
| BU17420507    | Buurtschap Lichtenberg                  | 30         | 184              | 184            | Locatie in de gemeente |
| BU17420508    | Dijkerhoek kern                         | 180        | 10               | 10             | Locatie in de gemeente |
| BU17420509    | Verspreide huizen Dijkerhoek            | 300        | 556              | 556            | Locatie in de gemeente |
| BU17420600    | Buurtschap Espelo                       | 380        | 1153             | 1152           | Locatie in de gemeente |